# Styloctenium mindorensis
Styloctenium mindorensis — вид рукокрилих, родини Криланових.

## Поширення, поведінка
Відомий тільки з типової місцевості на острові Міндоро, Філіппіни, 100 м над рівнем моря, низинні ліси. 